# Pipreola formosa
Pipreola formosa là một loài chim trong họ Cotingidae.
Đây là loài đặc hữu của Venezuela. Hai quần thể của loài này sinh sống ở các khu vực miền núi phía Bắc, cách nhau 400 km (250 mi). Môi trường sống tự nhiên của chúng là rừng núi ẩm nhiệt đới hoặc cận nhiệt đới.